# Anna Małgorzata Jaroszewska
Anna Małgorzata Jaroszewska – polska językoznawczyni, doktor habilitowany nauk humanistycznych.

## Życiorys
Studiowała filologię germańską i rosyjską na Uniwersytecie Humboldta w Berlinie, w 2006 r. obroniła pracę doktorską, w 2014 r. otrzymała stopień doktora habilitowanego. Pracuje na Uniwersytecie Warszawskim.